# Cicindela
Cicindela (скакуни) — рід хижих жуків родини Турунові (Carabidae). На відміну від більшості турунів скакуни активні вдень, тримаються на відкритих місцях, швидко бігають по ґрунті, при небезпеці перелітають на коротку відстань. За хижий норов і серпоподібні зазубрені щелепи англійці називають скакунів жуками-тиграми.
Палеарктичні види переважно невеликого розміру, 0,8-1,6 см у довжину, найактивніші при температурі +26-28°C.
Личинки скакунів будують вертикальні норки в піщаному ґрунті, в яких чатують здобич — мурашок та іншу дрібноту, що пробігають повз. Витягнута з норки личинка має безпорадний вигляд. М'ясисте тіло в задній частині зі спинними буграми, що несуть загнуті гаки, які допомагають утримуватися і пересуватися в нірці. Плоска голова і переднегрудний щит сильно хітинизовані і забарвлені у металеві тони. Ця частина тіла виставляється на поверхню, закриваючи отвір норки. Як тільки здобич з'являється в межах досяжності, личинка миттєво здійснює випад, згинаючи тіло назад і схоплюючи жертву.
Основними групами хижаків, що поїдають дорослих жуків є птахи, ящірки та хижі мухи родини волочницеві. Стрибуни захищаються від них за допомогою хімічних, морфологічних та поведінкових механізмів. Серед них виділення неприємних для хижаків запахів; захисне забарвлення надкрил, що дозволяє злитися з субстратом; яскраве металічне забарвлення, яке відбиває світло в різні боки та створює ілюзію руху жука в інший бік; помаранчевий колір черевця, який за даними експериментів знижує частоту атак волочницевих мух; швидкі перельоти та збирання до купи, які дезорієнтують хижака.

## Види
Рід належить до двадцятки найбільших за кількістю видів родів твердокрилих. До роду належить від 850 до 1000 чи більше видів, окремі з яких деякі автори відносять до окремих родів.